# 기측체의
《기측체의》(氣測體義)는 조선시대 철학자 최한기의 철학저서이다. 1830년대 초에 쓰였으며 《신기통》 3권과 《추측록》 6권으로 되어 있다.
《신기통》에는 세계의 시원과 발생에 관한 문제와 인간의 감각과 감각기관, 인식능력에 관한 문제가 취급되어 있다. 《추측록》에는 주로 인식과정에서의 추리에 관한 문제들이 취급되어 있고 사회정치적 문제도 일정하게 언급되어 있다. '신기가 통한다'는 최한기의 독특한 견해는 그의 사상을 이해하는 데에서 중요한 자리를 차지한다.

## 신기통
《신기통》에서는 사람의 몸에 생기는 '신기'의 근원을 밝히고 있다. 그에 따르면, 사람의 몸에서는 '신기'가 생기는데 여기에는 하늘, 땅, 부모의 정혈, 그리고 경험과 습관과 같은 4가지 근원이 있다. 여기서 하늘은 초자연적인 '신'을 가리키는 것이 아니라 무겁고 흐린 기로 이루어진 땅에 대립되는 가볍고 맑은 '기'로 되어 있는 자연으로서의 하늘을 가리킨다. 책에서는 '신기'란 무엇인가에 대하여 밝히면서 "신이란 기의 알맹이고 기란 신의 기본바탕이다", "신기는 지각의 뿌리이고 지각은 신기의 경험이다. 경험이 있어야 신기가 스스로 지각을 가진다"라고 쓰고 있다. 따라서 '신기'는 어떤 신비로운 것이 아니라 정신, 심리적인 기능, 능력을 의미한다. 결국 최한기의 저서 《신기통》은 하나의 감각론이라고도 볼 수 있다.
다음으로 《신기통》에는 세계의 창조자, 주재자로서의 '신'을 부정하고 기일원론적 자연관을 전개한 내용들이 서술되어있다. 책에서는 종교미신에서 말하는 '신'을 사람의 정신, 심리적인 활동의 산물로 보고 있으며 천지에 가득차 있고 물체에 스며 있어 모이고 흩어지는 것은 기가 아닌 것이 없다고 하면서 선행시기의 '기불멸'의 사상을 더욱 구체화하고 있다. 책에는 "내가 나기 전에는 오직 천지의 기만이 있었으나 내가 태어나자 비로소 형체의 기가 있게 되고 내가 죽은 뒤에는 그것이 천지의 기로 되돌아간다. 천지의 기는 크고 영원히 존재하나 형체의 기는 작고 오래지 않아 소멸된다"고 쓰여있다.

## 추측록
《추측록》은 《신기통》의 속편과 같은 성격을 가진다. 《추측록》 제1권에는 마음이 사물과 접촉하여야 마음 안에 사물이 있게되고 따라서 사물의 이치를 알 수 있다고 봄으로써 객관적 사물과의 접촉이 인식의 조건으로 된다는 사상이 담겨 있다. 또한 사람이 보고 듣고 만지는 데 따라 일정한 인식을 가지게 되고 이것을 토대로 하여 아직 보지 못하고 듣지 못하고 잘 알지 못하는 것을 추측함에 따라 인식을 점점 넓혀나가고 깊이 해나간다는 것이 밝혀져 있다. 《추측록》은 그 서술의 소박성에도 불구하고 인식과정에 대한 기본적으로 옳은 이해를 보여주고 있다. 《추측록》에는 인식의 발생과 발전에 대한 견해도 서술되어 있다. 책에서는 나면서부터 안다는 관념론적 견해를 반대하고 사람이 태어날 때에는 아무런 지식도 선천적으로 가진 것이 없으며 오직 감각기관을 가지고 있을 뿐이라고 주장하고 있다. 이로부터 출발하여 책에서는 아는 것이 먼저냐 행동이 먼저냐 하는 문제에서도 종래의 주자성리학자들의 관념론적 견해와는 근본적으로 다른 합리적인 견해를 내놓고 있다. 그에 따르면 만약 성장하여 일정한 지식을 가진 사람을 두고본다면 피는 자기의 지식에 기초하여 행동하므로 지식이 먼저이고 행동이 뒤라고 말할 수 있으나 근본적인 시초를 따지고 보면 사람이 이러저러한 것을 체험하는 과정에서 지식이 생긴다. 《추측록》 2권에서는 '주리론'을 허황한 것이라고 비판하고 현실적인 것, 물질적인 것을 떠나서 그 어떤 원리가 따로 있을 수 없다는 유물론적 견해를 내놓고 있다.
그에 따르면 '이'는 다만 '기'의 법칙성에 지나지 않으며 '기'의 존재와 운동에 의존할 따름이다. 《추측록》 3권에는 사람에게 선천적으로 주어진 '본연의 성'이 있다고 하는 보수적인 주자성리학자들의 '인성론'을 반대하고 '본연의 성'이란 모든 사물이 형체를 갖추게 되면서부터 가지게 되는 고유한 성질을 의미한다는 견해가 서술되어 있다. 《기측체의》에는 유물론적 철학사상이 적지 않게 포함되어 있으나 유교적 세계관과 사고방식에서 완전히 벗어나지 못한 제한성도 있다. 그것은 '도심'과 '인심'에 관한 문제를 비롯하여 종래의 관념론적 성리학자들의 견해와 저자 자신의 견해와의 차이가 뚜렷하게 밝혀지지 않고 있는 데서 나타나고 있다. 책에는 감각과 감각기관의 관계 문제에 대한 견해에서도 과학적으로 불충분한 측면들이 있다. 저서는 이러한 역사적 제한성을 가지고 있음에도 불구하고 그에 담겨 있는 많은 유물론적 견해들로 하여 봉건시기 조선 철학발전에서 매우 중요한 자리를 차지하게 되었다.

## 출간도서
- 최한기, 《기측체의》
- 최한기, 《신기통》

 본 문서에는 조선민주주의인민공화국에서 카피레프트로 공개한 백과사전인 철학사전의 내용을 기초로 작성된 내용이 포함되어 있습니다.